# 4514 Vilen
4514 Vilen eller 1972 HX är en asteroid i huvudbältet som upptäcktes den 19 april 1972 av den ryska astronomen Tamara Smirnova vid Krims astrofysiska observatorium på Krim. Den har fått sitt namn efter Vilen V. Nesterov.